# Mysidopsis indica
Mysidopsis indica är en kräftdjursart som beskrevs av W. M. Tattersall 1922. Mysidopsis indica ingår i släktet Mysidopsis och familjen Mysidae. Inga underarter finns listade i Catalogue of Life.